# Cythna glabra
Cythna glabra är en insektsart som beskrevs av Haupt 1926. Cythna glabra ingår i släktet Cythna och familjen vedstritar.
Artens utbredningsområde är Filippinerna. Inga underarter finns listade i Catalogue of Life.